# U-179 (1941)
U-179 – niemiecki okręt podwodny (U-Boot) typu IXD2 z okresu II wojny światowej. Okręt wszedł do służby w 1942.

## Historia
Podczas II wojny światowej okręt odbył tylko 1 patrol bojowy, trwający 55 dni. 8 października zatopił brytyjski statek „City of Athens” (6558 BRT). Tego samego dnia został zaatakowany i zatopiony przez brytyjski niszczyciel HMS „Active”, który wcześniej podjął rozbitków z „City of Athens”. Zginęła cała załoga, 61 oficerów i marynarzy. Okręt spoczywa w okolicach Kapsztadu w Południowej Afryce na pozycji 33°28′00″S 17°05′00″E/-33,466667 17,083333.

## Przebieg służby
- 7.04.1942 – 31.08.1942 – 4. Flotylla U-Bootów w Szczecinie (szkolenie)
- 1.09.1942 – 30.09.1942 – 10. Flotylla U-Bootów w Lorient (okręt bojowy)
- 1.10.1942 – 8.10.1942 – 12. Flotylla U-Bootów w Bordeaux (okręt bojowy)
- 8.10.1942 – zatopiony przez HMS „Active”

Dowódcy:
- 7.04.1942 – 8.10.1942 – Korvkpt. Ernst Sobe

Jednostki zatopione przez U-179:
- 8.10.1942 – brytyjski statek handlowy „City of Athens” – 6558 BRT